# Задикян, Аршак Аветисович
Аршак Аветисович Задикя́н — советский хозяйственный, государственный и политический деятель.

## Биография
Родился в 1900 году в Ахтырской-Эриванской ... в 9 км восточнее Абинска.
Трудовую деятельность начал в 1919 году (слесарь, чертежник железнодорожного депо Александраполя), в 1920 — 1923 годах был в армии ( участник Гражданской войны, командир взвода 185-го кавалерийского полка, старший инспектор военного отдела Кубанско-Черноморского исполкома), а в 1923 — 1929 годах учился в Ленинградском технологическом институте. После окончания института работал инженер-конструктором , главным инженером проекта, главный инженер в институте Ленгипроцветмет. В 1932 — 1936 годах был начальником строительства и главный инженер Алавердского медеплавильного комбината в Армении. В 1936 году был переведен  начальником металлургического сектора Союзникельпроекта, а затем с 1939 года работал главным инженером, заместителем начальника «Главникельолово» в Наркомтяжмаше СССР. В 1939 — 1947 годах на различных руководящих должностях Наркомцветмете и Министерстве цветной металлургии СССР. С 1947 года его деятельность связана с атомной промышленностью: главный инженер, заместитель начальника Второго управления, главный инженер Четвёртого Главного Управления Министерства среднего машиностроения СССР, ответственного за работу предприятий по получению обогащенного урана и плутония, главный советник при Министерстве машиностроения КНР (1956 — 1960). 
По возвращении из Китая был назначен учёным секретарем НТС Министерства среднего машиностроения СССР, где и работал до 1977 года.
Возглавлял комиссию ПГУ  по выяснению причин невозможности получения высокообогащённого урана на газодиффузионном заводе в Свердловске-44 во время пускового периода.
Умер в Москве в 1980 году.

## Награды и премии
- Сталинская премия второй степени (1943) — за разработку технологии и организацию производства кобальта из сульфидных руд
- Сталинская премия второй степени (1953) — за расчётные и экспериментальные работы по созданию реакторов для производства трития